# Juvénal Habyarimana
Juvénal Habyarimana (Gisenyi, 8 de marzo de 1937-Kigali; 6 de abril de 1994) fue un militar y político ruandés de etnia hutu que fue el segundo presidente de Ruanda desde 1973 hasta su asesinato en 1994. Era apodado "Invencible" (Kinani en kiñaruanda, principal lengua del país). Se describió a sí mismo como "hutu moderado", e incluso permitió que los tutsis étnicos creasen sus propios negocios, sin embargo intentó  mantenerlos al margen de la política. También firmó un decreto que prohibia a exiliados en Zaire y Uganda regresar.
Habyarimana gobernó dictatorialmente Ruanda desde 1973 hasta su muerte en abril de 1994, producida al ser abatido por un misil el avión particular en el que viajaba junto al presidente de Burundi, Cyprien Ntaryamira. Su fallecimiento se produjo durante la Guerra Civil Ruandesa y acrecentó las tensiones étnicas en la región, marcando el comienzo del Genocidio de Ruanda.

## Primeros años y política
Juvénal Habyarimana nació el 8 de marzo de 1937, en Gisenyi , Ruanda-Urundi, en el seno de una rica familia Hutu. Después de recibir una educación primaria, asistió al College of Saint Paul en Bukavu , Congo Belga , donde se graduó con una licenciatura en matemáticas y humanidades. En 1958 se matriculó en la escuela de medicina de la Universidad Lovanium en Léopoldville . Después del comienzo de la Revolución de Ruanda el año siguiente, Habyarimana dejó Lovanium y se matriculó en la escuela de formación de oficiales en Kigali . Se graduó con distinción en 1961 y se convirtió en asistente del comandante belga de la fuerza en Ruanda. Se casó con Agathe Kanziga en 1962. 

## Presidencia de Ruanda

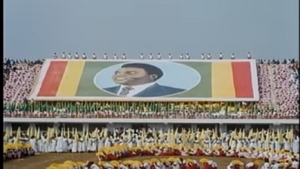
Culto a la personalidad de Habyarimana

El 5 de julio de 1973, ocupando el cargo de Ministro de Defensa, dio un golpe de Estado para derrocar al entonces presidente ruandés, Grégoire Kayibanda, y a su partido gobernante, el Parmehutu. Kayibanda era su primo y el primer presidente elegido democráticamente del país. Con el nuevo gobierno, Habyarimana encarceló a su primo y a su esposa en un lugar secreto (se rumorea que una casa cerca de Kabgayi), donde, según informes, murieron de hambre tres años después.[cita requerida]
En 1975, Habyarimana fundó el partido Movimiento Republicano Nacional por la Democracia y el Desarrollo (MRND) como el único legal del país y se convirtió en su líder. Ruanda siguió bajo un régimen militar hasta que en 1978 se aprobó una nueva Constitución mediante un referéndum. Al mismo tiempo, Habyarimana era reelegido como candidato único, situación a repetir cada lustro, hecha efectiva en 1983 y 1988, aunque el cedió al multipartidismo en 1991, sin embargo, nunca organizó elecciones multipartidistas en el país, las cuales se habrían dado en 1993.
Inicialmente se había ganado el favor de hutus y tutsis mostrando una administración reticente a implantar políticas que complacieran sólo a sus partidarios, principalmente hutus. Pero su continencia no duró, pasando a revelar unas políticas que reflejaban las de su predecesor, Kayibanda. Restableció cuotas para el acceso a puestos en las universidades y cargos públicos que perjudicaban a los tutsis. Según favorecía a un grupo cada vez menor de seguidores, más grupos de hutus despreciados por el presidente Habyarimana cooperaban con los tutsis para debilitar su mandato.
En 1990, debido a presiones de diversas fuentes (el principal aliado y soporte financiero de Ruanda, Francia; sus principales proveedores de fondos, el FMI y el BM; y sus propios ciudadanos clamando mayor voz y cambio económico), accedió a permitir la formación de otros partidos.

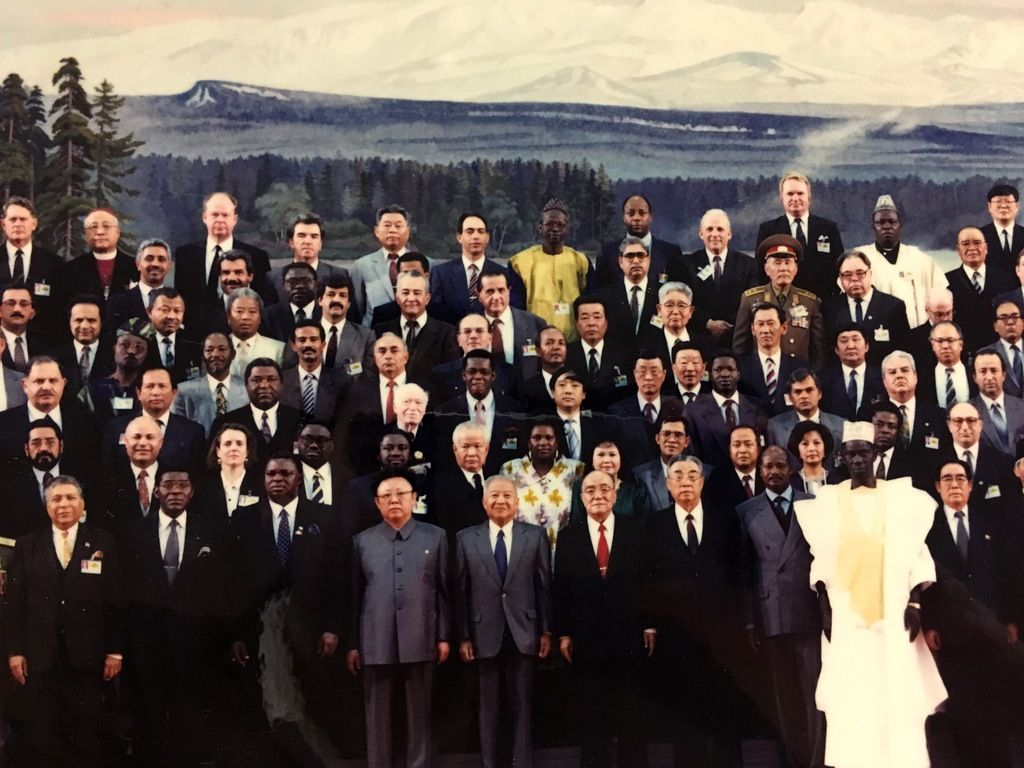
Ceremonia del 80 cumpleaños de Kim Il-sung con invitados internacionales entre ellos Habyarimana, abril de 1992.

### Guerra civil ruandesa
En octubre de 1990, el Frente Patriótico Ruandés (FPR) inició desde la vecina Uganda una rebelión contra el gobierno de Habyarimana, provocando el estallido de una guerra civil. El FPR era una fuerza compuesta sobre todo por expatriados tutsis que habían servido en el Ejército ugandés (muchos en posiciones clave), habían desertado en masa del Ejército de Uganda y cruzado la frontera de vuelta a Ruanda. Cuando el presidente hutu Juvénal Habyarimana firmó un acuerdo de paz de poder compartido con el FPR, los extremistas hutus comenzaron a especular si el propio presidente se había convertido en cómplice. En marzo, cuando Kangura publicó el titular "Habyarimana morirá en Marzo", el artículo explicaba que los asesinos serían hutus comprados por las cucarachas (miembros del FPR).

## Muerte y especulaciones

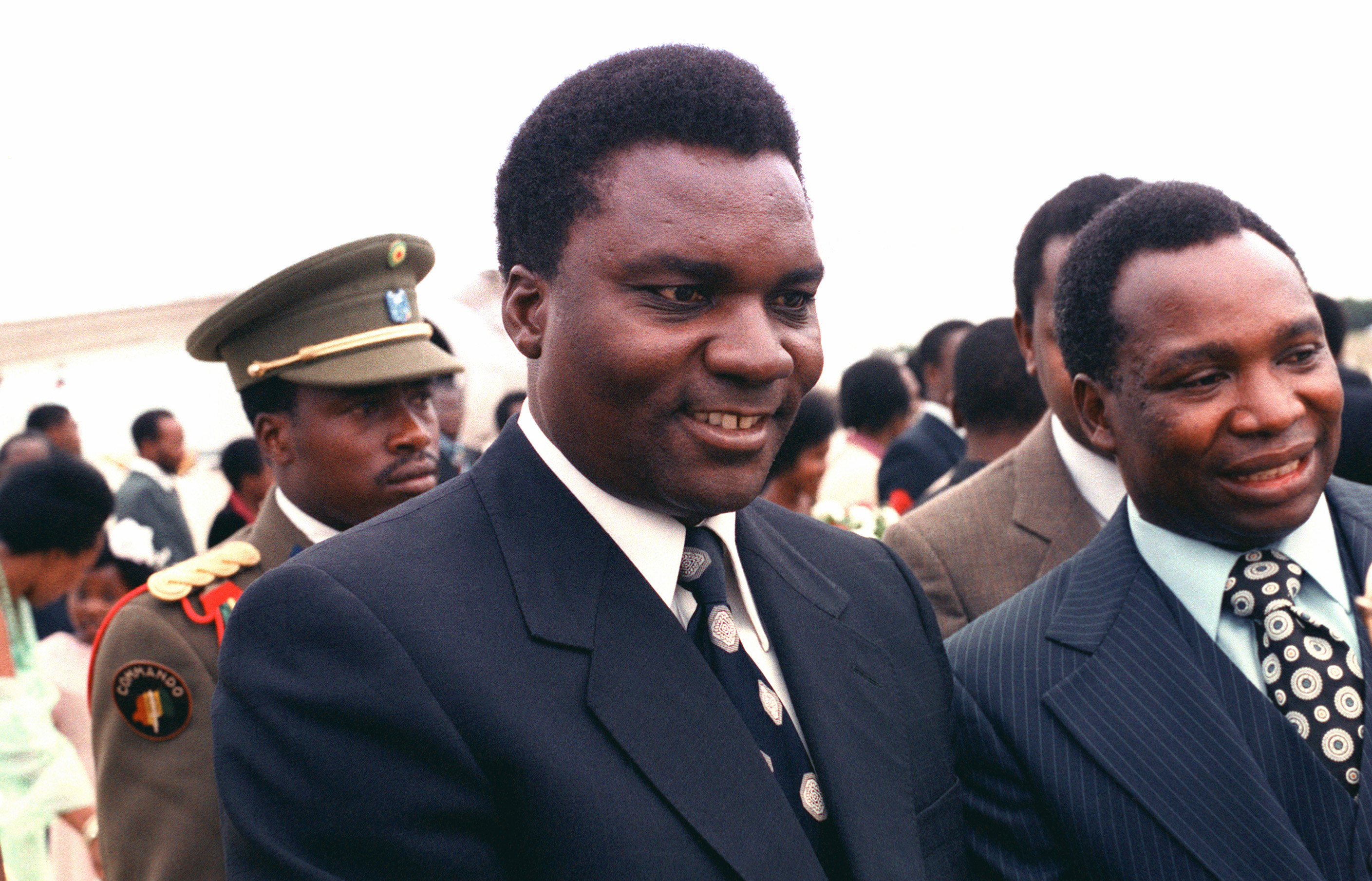
El presidente Juvénal Habyarimana de RUANDA llega de visita.

El 6 de abril de 1994 el avión privado de Habyarimana, un jet Falcon 50 (regalo del primer ministro de Francia Jacques Chirac) fue derribado por un misil cuando iba a aterrizar en el aeropuerto de Kigali, la capital del país, matando a sus doce ocupantes. En la colisión morían dos presidentes de etnia hutu y países vecinos: el propio Habyarimana, de Ruanda, su homólogo burundés Cyprien Ntaryamira, de Burundi y Déogratias Nsabimana jefe del ejército ruandés.
Aunque la autoría del ataque no ha sido oficialmente esclarecida, se producía en el contexto de la guerra civil detonada por la fractura social entre su etnia hutu y la tutsi, derivando en el Genocidio de Ruanda.
Se sabe que Mobutu Sese Seko de la vecina Zaire se hizo con los restos del difunto presidente prometiendo devolverlos a la familia hasta que huyó del país y el cuerpo de Habyarimana fue incinerado.